# Кропотов, Максим Иванович
Максим Иванович Кропотов (кон. XVII века — после 1739 года) — командир Рижского драгунского полка в чине полковника с 9 декабря 1736 года по 24 января 1739 года.
Из шляхтичей.
В 1704 году был записан драгуном в шквадрон графа Б. П. Шереметьева. В этом же году был переведён в гренадерскую роту шквадрона. В 1706 году принимал участие в походе для подавление мятежа стрельцов в Астрахани. В 1707 году был произведён в унтер-офицеры и переведён в Ростовский драгунский полк. В 1710 году участвовал в походе к Выборгу. На февраль 1721 года в чине капитана состоял в Драгунском-гренадерском Кропотова полку. С 1726 года в чине майора служил в Санкт-Петербургском драгунском полку. В 1733 году был произведён в подполковники и переведён в Ревельский драгунский полк. В 1736 году участвовал в Крымском походе и штурме Перекопа. 9 декабря 1736 года был произведён в полковники и назначен командиром Рижского драгунского полка с которым участвовал в войне с Турцией. Участвовал в осаде Очакова, в сражениях при реке Сбруте (22 июля) и при переправе у реки Шуманец (17 августа). В 1738 году с полком охранял границы по Днестру. 24 января 1739 года был произведён в бригадиры и отставлен от военной службы.